# 砂島
砂島，又名砂島生態保護區，是臺灣墾丁國家公園內一海灣。該地區緊鄰台26線公路，擁有臺灣少有的貝殼沙灘之一。其生態保護區範圍面積約3公頃，長約290公尺、寬約100公尺，呈西北東南走向，為墾丁國家公園內面積最小的生態保護區。

## 地貌及生態

### 地貌形成原因
由於海灣是波浪能量減低之處，鄰近海域貝殼、珊瑚受海潮衝擊侵蝕所形成的細砂狀碎片長期堆積於當地海岸。

### 地形與植被
該海灣海岸除貝殼砂灘外，還有裙礁地形。濱海砂地上的植被以草本植物馬鞍藤為主，另有根藤、濱豇豆、雙花蟛蜞菊等；灌木林中則以林投樹為主，另有白水木（伴生在林投樹上）、草海桐、臭娘子、黃槿、土沉香等。

## 開發及保護
由於貝殼細砂被人們作為項鏈、室內裝飾品等用途，當地曾有大規模的貝殼砂開採活動，並有許多採得的貝殼砂被出口至夏威夷、日本等地。
在貝殼砂灘因開採受嚴重破壞之際，有關當局在多方急切呼籲下，將當地劃為生態保護區，禁止一切開採活動。同時，墾丁國家公園管理處在保護區旁設立了貝殼砂展示館；該展示館佔地約30坪。

## 命名由來
早先，因當地海灘砂子堆積狀如小島，附近居民稱之「砂島」，並流傳至今。

## 外部連結
- 维基共享资源上的相關多媒體資源：砂島
- 墾丁國家公園管理處全球資訊網-陸域生態保護區 （页面存档备份，存于）
- (恆春, 屏東)沙島- 旅遊景點評論- TripAdvisor （页面存档备份，存于）